# Samuel Seabury (1801-1872)
Pour les articles homonymes, voir Samuel Seabury.
Samuel Seabury (9 juin 1801- 10 octobre 1872), journaliste, théologien et religieux américain de l'Église épiscopalienne des États-Unis, est né à New London dans le Connecticut. Il est le fils de Charles Seabury et Anne Saltonstall. Autodidacte, il entama son ascension sociale par l'enseignement, devint prêtre de l'Église épiscopalienne, assuma longtemps la position d'éditeur du Churchman, l'hebdomadaire du diocèse de New York. Il fut au centre de plusieurs polémiques au sein de l'Église par son soutien aux doctrines High Church, ou anglo-catholiques, et au Mouvement d'Oxford. Sa vision conservatrice de la société le poussa à s'opposer aux différents mouvements de réforme, dont l'abolitionnisme. Il se fit même le défenseur de l'esclavage « américain » dans la crise qui secoua l'Union et qui devait déboucher sur la guerre de Sécession. 

## L'héritage familial
Samuel Seabury était issu d'une lignée de religieux liés à l'Église épiscopalienne, et à l'Église anglicane avant l'indépendance des États-Unis. 
Son arrière-grand-père Samuel Seabury (1706-1764) était un pasteur congrégationaliste qui devint par la suite un prêtre anglican. Il s'établit à New London, et fonda ensuite de nouvelles paroisses à Hartford et à Middletown dans le Connecticut. En 1742, il s'installa dans la paroisse de Hempstead, à Long Island, où il demeura jusque sa mort. Dans le Connecticut, le congrégationalisme puritain était la religion établie. Aussi rejoindre l'Église anglicane était considéré comme une trahison. Pour les  Puritains, l'Église d'Angleterre était corrompue. C'était l'Église qu'ils avaient eux-mêmes quittée. 
Ce Samuel Seabury se convertit à l'anglicanisme parce qu'il considérait son organisation ecclésiastique comme ayant une légitimité supérieure puisqu'elle se voulait la continuation de l'Église des apôtres par la succession apostolique. Aussi les évêques jouaient-ils un rôle central dans cette organisation, et dans la vie quotidienne de l'église, ordonnant les prêtres et les diacres et s'occupant de l'administration religieuse. Mais l'Église coloniale ne comptait elle-même aucun évêque. Elle était administrée par l'évêché de Londres. Samuel Seabury, l'arrière-grand-père, dut donc traverser l'Océan Atlantique pour être ordonné prêtre. Cette situation, qui désorganisait la vie de l'église, suscitait de nombreux débats et polémiques ; les anglicans demandant la nomination d'évêques dans les colonies, les autres dénominations religieuses protestantes en soulignant les dangers pour leur liberté religieuse. 
C'est dans ces débats que son fils, Samuel Seabury (1729-1796) devait jouer un rôle de premier plan, tant dans la période troublée de la révolution américaine et que dans celle de l'indépendance.
Son grand-père Samuel Seabury (1729-1796) était une personnalité importante de l'église. Fervent tory et loyaliste il s'opposa aux partisans de l'indépendance. Il défendit la couronne britannique par la plume en publiant une série de pamphlets qui furent repris ensuite sous le titre : Letters of a Westchester Farmer, Lettres d'un Fermier de Westchester. Menacé par les révolutionnaires il dut se réfugier au Canada. Après l'indépendance, il revint s'installer dans le Connecticut. Les anglicans du Connecticut le  désignèrent pour aller demander, en Angleterre, aux autorités de l'Église anglicane de le consacrer évêque. En dépit du refus des autorités ecclésiastiques anglaises, il parvint à être consacré évêque en Écosse et devint ainsi le premier évêque de l'Église épiscopalienne dans les années qui suivirent l'indépendance des États-Unis. Il participa activement à sa réorganisation. Son passé loyaliste et ses convictions « High Church », lui donnèrent cependant une réputation sulfureuse et le maintinrent un temps dans les marges de l'Église avant son élection comme second Primat de l'Église épiscopalienne.

## Enfance et jeunesse
Son enfance et son adolescence nous sont connues avant tout par un manuscrit autobiographique écrit vers 1831, Moneygripe's Apprentice (1989), mais que Samuel Seabury ne fit jamais publier. Dans ce texte, il met en récit les évènements qui vont lui permettre de s'échapper de son destin d'apprenti et devenir un enseignant et un pasteur de l'église épiscopalienne. 
Charles Seabury (1770-1844), son père, était un modeste pasteur établi à Setauket à Long Island depuis 1814 après avoir administré auparavant de petites paroisses du Connecticut. Le revenu modeste de son père ne permit pas à Samuel Seabury d'obtenir le niveau d'éducation nécessaire pour entrer à l'université. Il ne connaissait ni le latin, ni le grec, matières essentielles aux études supérieures. Il fut envoyé en apprentissage chez un fabricant de meubles de renom à New York, un certain William Mandeville. 
Son apprentissage fut cependant une épreuve. Avant de pouvoir apprendre son nouveau métier il devait commencer par faire toutes les tâches subalternes. Les conditions de vie était rudes. Les apprentis se partageaient un dortoir lugubre et sale, et devaient dormir à trois dans le même lit. Comme au début du XIXe les apprentis étaient liés pour plusieurs années à leur maître après une période d'essai, Samuel Seabury voyait avec peur son terme approcher. À la suite d'une erreur de calcul concernant les dimensions d'une caisse pour transporter les meubles, redoutant la réaction de son maître, il quitta son apprentissage pour retourner auprès de son père. Ce banal accident devait donner un cours nouveau à sa vie.

## L'enseignement
En juin 1816, il est donc de retour chez son père, et se découvre une passion pour les études. Il entreprend en autodidacte un vaste programme d'éducation, en particulier en latin, langue nécessaire à toute carrière dans l'église, et en grec. Il étudie l'Énéide de Virgile, les historiens romains, toute une série de classiques qui deviendront ses références intellectuelles. Après quelques mois d'études solitaires, il décide de donner des leçons à quelques élèves des environs pendant l'hiver. Il part ensuite pour New York dans une école tenue par une de ses tantes pour y aider les enseignants.   
Il travaille un temps comme employé des douanes et s'installa à Brooklyn. Il quitte cet emploi le 1er août 1819 pour s'associer à un maître d'école, Evan Benyon, qui avait un établissement sur Concord Street à Brooklyn, et reprendre ainsi sa véritable passion, l'enseignement.
Au printemps 1821, il reprend l'école seul, qui est en partie associée avec l'église épiscopalienne St Ann. Il transforme l'école qui était mixte en une école pour garçons et décide d'apprendre les langues anciennes à certains élèves sélectionnés. 
En 1826, il obtint un diplôme de Master of Arts à titre honoraire de l'université Columbia. 
Parallèlement à sa carrière religieuse il continuera son enseignement en rejoignant le Flushing Institute, institution fondée par William Augustus Muhlenberg. Cet institut donnait à tout à la fois une éducation pratique  (comptabilité) et une éducation classique permettant l'entrée à l'université. 
Samuel Seabury manifesta toute sa vie un intérêt pour les questions d'éducation et de pédagogie, et il participa aux débats sur l'utilité des études classiques et sur la nécessité d'introduire dans le cursus scolaire de nouvelles disciplines comme les sciences et les langues vivantes. Ainsi, il défendit l'enseignement des œuvres classiques (grecques et latines) dans un livre intitulé : The Study of the Classics on Christian Principles, L'Étude des Œuvres Classiques Fondée sur des Principes Chrétiens, livre publié par le  Flushing Institute en 1831. L'importance qu'il accorde aux sources classiques est manifeste dans toute son œuvre et sera une des sources majeures de sa défense de l'esclavage dans son ouvrage American Slavery.
Il enseigne aussi au General Theological Seminary de New York, le Séminaire Général de Théologie, un des séminaires de l'église épiscopalienne, de 1835 à 1838 comme professeur chargé d'enseigner les preuves (professor of evidences) et de 1862 à sa mort en 1872, comme professeur d'études bibliques. Dans son enseignement sur les preuves religieuses, il devait démontrer des croyances fondamentales comme l'existence de Dieu ou l'immortalité de l'âme à travers les lois naturelles et la Révélation, un type de réflexion intellectuelle qui lui servira pour « démontrer » la nécessité et les « bienfaits » de l'esclavage américain dans son ouvrage de 1861, American Slavery. Ces enseignements empruntent les formes pédagogiques de la théologie naturelle, alors canoniques, comme dans la Natural Theology de 1802 de William Paley, un classique de la théologie dans la première moitié du dix-neuvième siècle.

## Vie de famille
Il fut marié à trois reprises : à Lydia Huntington Bill (1829-1834), à Hannah Amelia Jones (1835-1852), et à Mary Anna Jones (1854-1872). Il eut six enfants dont William Jones Seabury (1837-1916) qui fut également recteur de l'Église de l'Annonciation, à New York de 1868 à 1898 et professeur de droit et d'institutions ecclésiastiques au séminaire général de théologie à partir de 1873. Il publia un Manual for Choristers en 1878, des Lectures on Apostolic Succession en 1893 et An Introduction to the Study of Ecclesiastical Polity en 1894.

## La carrière religieuse
Il entre dans les ordres en 1826 et devient diacre puis est ordonné prêtre en 1828. Il est missionnaire à Long Island où il officie dans plusieurs petites églises et organise la nouvelle paroisse de ce qui est aujourd'hui Astoria dans le Queens. Quelque temps après il est à Flushing, dans l'État de New York, comme enseignant au Flushing Institute. 
Sa carrière religieuse prend un tournant décisif en 1833 date à laquelle il commence à éditer l'hebdomadaire du diocèse de New York, le Churchman, dans lequel il s'oppose aux évangélistes et participe jusque dans la polémique aux débats de son temps. Le poste était important car le diocèse de l'Église épiscopalienne de New York était le plus important des États-Unis. Il en sera l'éditeur jusque 1849. Il s'oppose à deux tendances importantes de la société américaine, l'évangélisme et le mouvement réformateur. L'importance qu'il accorde à la dimension sociale de sa foi le pousse à adopter une attitude agressive contre ces phénomènes religieux et sociaux.
Il accède à une position importante au sein du diocèse, il fonde l'Église de l'Annonciation à New York et il en fut le recteur de 1838 à 1868. Il y maintient une forme de service religieux conforme à ses convictions « High Church » ou anglo-catholique.
Samuel Seabury qui partage par tradition familiale cette vision anglo-catholique de l'église, se montre vite favorable au mouvement d'Oxford. Après 1835, il se fait l'écho du mouvement dans ses éditoriaux et publie leurs Tracts for the Times. Il s'oppose vivement au livre de l'évêque épiscopalien Charles Pettit McIlvaine de l'Ohio, de tendance évangélique, Oxford Divinity Compared with that of the Romish and Anglican Churches (1840), (La Théologie d'Oxford Comparée à celle de l'Église Romaine et de l'Église Anglicane), qui dénonçaient les « principes absolument papistes » du mouvement d'Oxford.

## Une vision conservatrice de la société
Samuel Seabury s'oppose aux différents mouvements de réforme qui cherchent à transformer la société américaine en promouvant l'abolition de l'esclavage, le vote et les droits des femmes et des travailleurs. Il défend une société patriarcale et paternaliste. Selon lui, la société s'organise de manière pyramidale. Au sommet se trouve le père, au sens large, c'est-à-dire le patriarche, qui a à sa charge les personnes « mineures », celles qui juridiquement et socialement ne peuvent se prendre en charge elles-mêmes. Cette famille élargie qui comprend le père, sa femme, ses enfants, ses serviteurs et ses esclaves formait la base politique et sociale de la nation.

## La crise de l'Union et la défense de l'esclavage
À mesure que la crise qui divise les États-Unis s'aggrave, l'idéal conservateur de Samuel Seabury lui fait adopter des positions de plus en plus favorables à l'esclavage. Il défend ainsi le statu quo constitutionnel qui légitime l'esclavage dans les états du sud et soutient également les positions de la Cour suprême qui, dans l'affaire Dred Scott, particulièrement au travers des vues de son président, Roger Brooke Taney, nie la possibilité d'une réelle citoyenneté aux noirs américains, qu'ils soient esclaves ou libres.
D'autant que Seabury idéalise la société sudiste. Vivant dans un environnement urbain en pleine croissance, il a une vision à la fois idyllique et mélancolique d'une société agraire où le pasteur et les élites locales, en patriarches chrétiens, assurent la direction et la moralité de la société.

## Les œuvres
Samuel Seabury (1801-1872)
- The Study of the Classics on Christian Principles, Flushing Institute, Flushing, 1831.
- The Continuity of the Church of England in the Sixteenth Century : Two Discourses with an Appendix and Notes, Pudney & Russell, New York, 1853.
- The Joys of the Saints : a Discourse on the Third Sunday after Easter A.D. MDCCCXLIV. Being the First Sunday after the Intelligence of the Death of the Rev. Arthur Carey, A.M., an Assistant Minister in the Church of the Annunciation, New York, James A. Sparks, New York, 1844.
- Moneygripe's Apprentice : the Personal Narrative of Samuel Seabury III, Robert Mullin (editor), Yale University Press, 1989.
- American Slavery Distinguished from the Slavery of English Theorists, and Justified by the Law of Nature (1861). Mnemosyne Publishing, Miami, 1969.

Samuel Seabury (1729-1796)
- Letters of a Westchester Farmer, 1774-1775.